# Carlo Lurago
Carlo Lurago (auch: Loragho, Luraghi, Luragho; * 1615 in Pellio Superiore, Val d’Intelvi; † 22. Oktober 1684 in Passau) war ein italienischer Architekt, Baumeister und Stuckator, der vor allem in Böhmen tätig war.

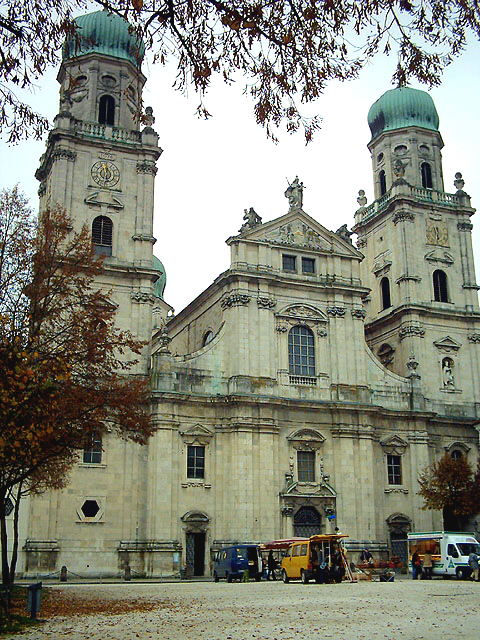
Carlo Lurago: Die zweitürmige Westfassade des Passauer Doms 1668

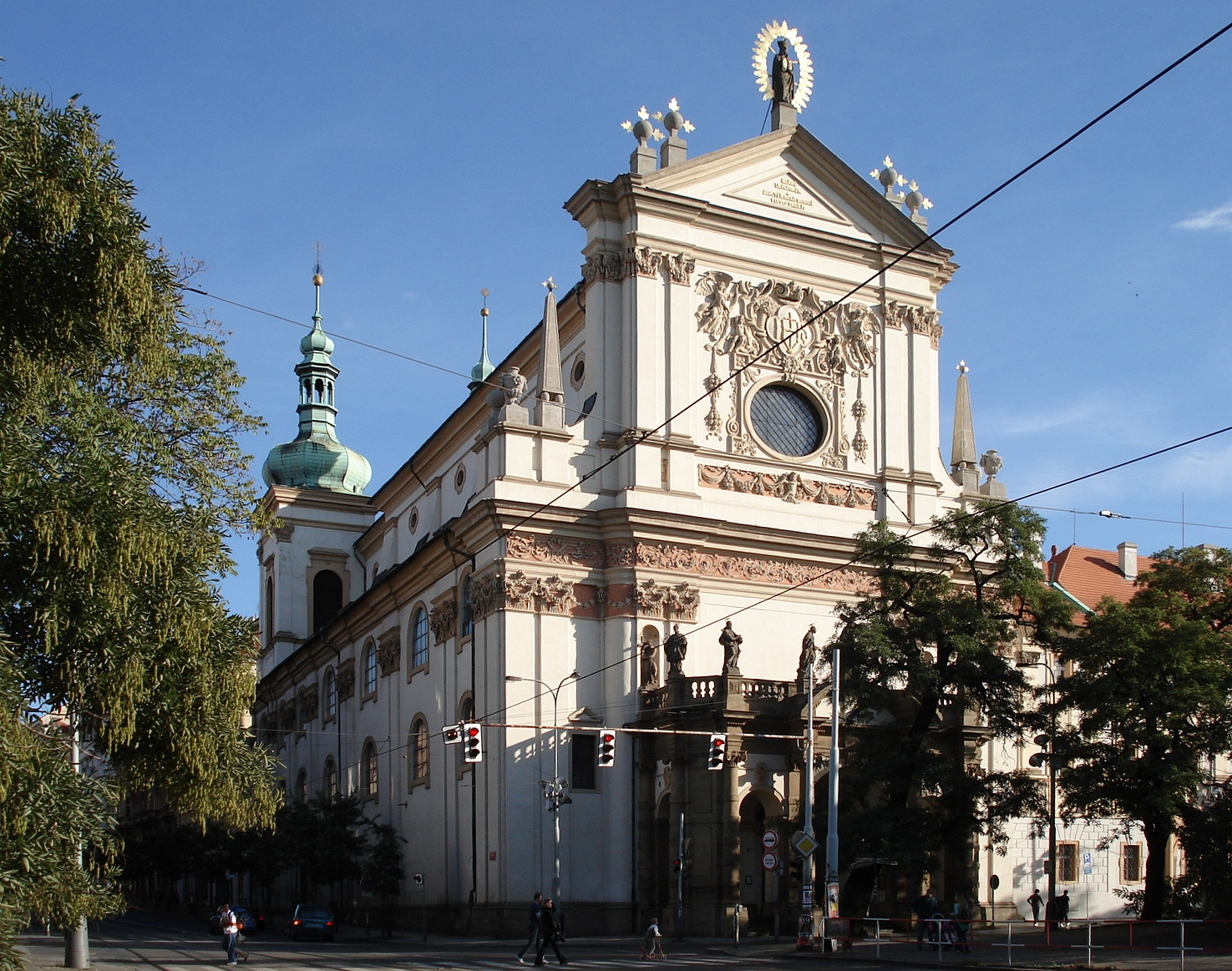
Carlo Lurago: Sankt Ignatius-Kirche, Prager Neustadt, 1665–1670

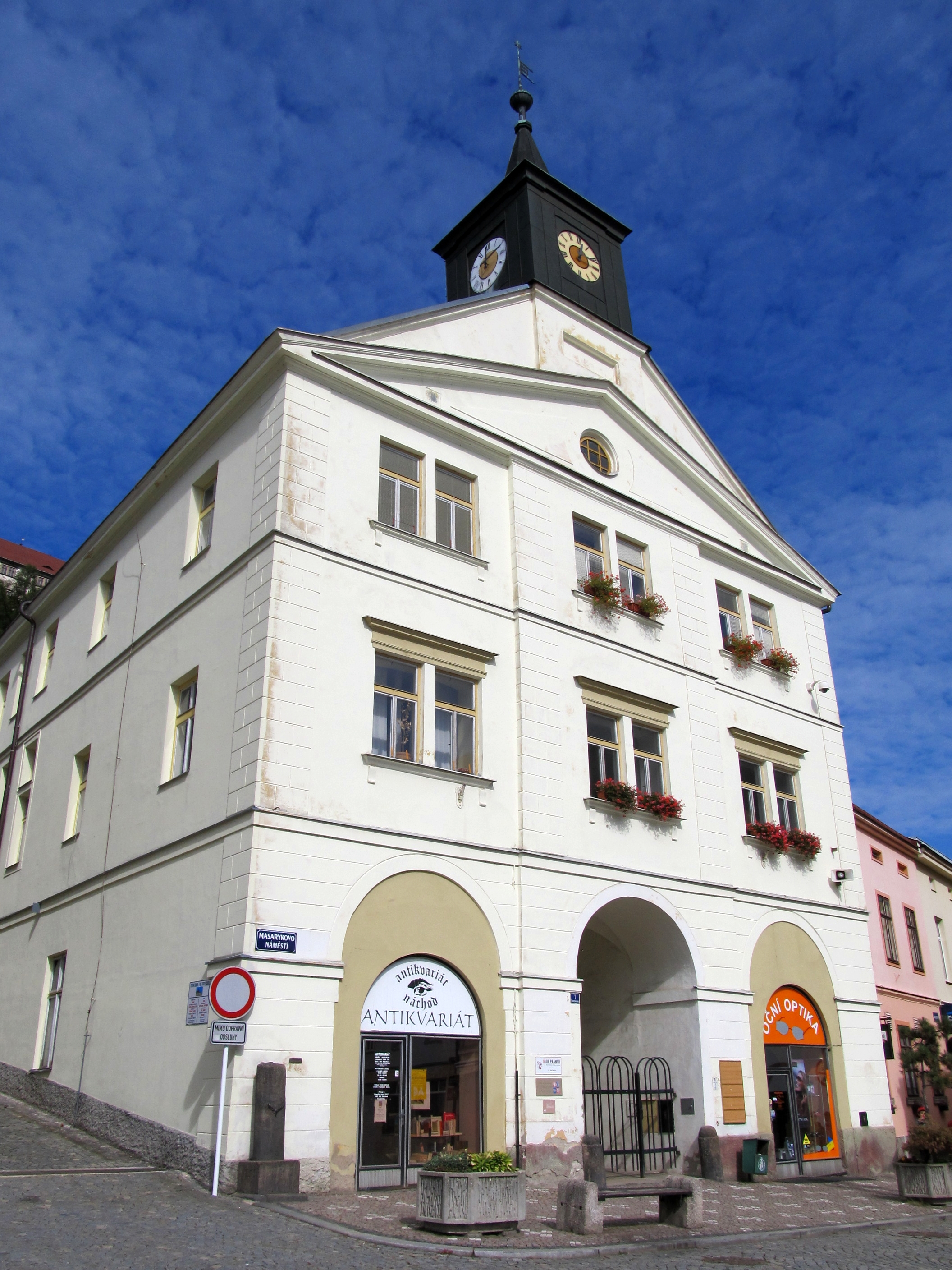
Carlo Lurago: Altes Rathaus in Náchod

## Leben
Carlo Lurago zählt zu der Gruppe lombardischer Architekten und bildenden Künstler, die aufgrund ihrer Herkunft aus dem Gebiet um den Comer See auch Comasken genannt werden, und die überwiegend in Böhmen, aber auch in Schlesien, in Österreich und im süddeutschen Raum gewirkt haben. Zusammen mit Giovanni Domenico Orsi de Orsini und Francesco Caratti gehörte er zu den bedeutendsten Baumeistern des böhmischen Barock.
Lurago stammte aus einer weit verzweigten Künstlerfamilie. Seine Eltern waren Giovanni Antonio Lurago und Margaritha, geborene Lurago. Über seine Jugendjahre und seine Ausbildung ist nichts bekannt. Er heiratete – vermutlich im Val d’Intelvi – Elisabeth (N. N.) und hatte zwei Söhne, die jung verstarben.
Im Alter von 23 Jahren kam der ausgebildete Stuckator nach Prag und trat in den Dienst des Jesuitenordens ein, für den er 1638–1640 die Umgestaltung und Stuckierung der gotischen Salvatorkirche am Kreuzherrenplatz durchführte.
1648 erwarb er das Bürgerrecht sowie die Gewerbefreiheit der Prager Kleinseite und gründete eine gut organisierte Baugesellschaft, in der er die notwendigen Bauhandwerker beschäftigte und seinen Neffen Francesco Anselmo Lurago zum Miteigentümer einsetzte. Dadurch wurde er einer der meistbeschäftigten Architekten seiner Zeit und bekam Aufträge von kirchlichen Institutionen und vom Adel für große Bauprojekte, die teils nach seinen Plänen, teils auch für andere Architekten durchgeführt wurden.
Luragos umfangreichstes Projekt war 1654–1679 das Prager Clementinum, das vermutlich nach einem Entwurf von Francesco Caratti und unter Mithilfe des Poliers Martino Lurago entstand. Daneben war er von 1649 bis 1659 zusammen mit Santino Bossi und Giovanni Pieroni an Prager Befestigungsbauten in kaiserlichen Diensten beschäftigt.
Bei dem 1662 durch Brand weitgehend zerstörten Passauer Dom wurden seit 1668 nach Luragos Plänen die doppeltürmige Westfassade und ein neues Mittelschiff errichtet, bei dem erstmals eine Abfolge flacher elliptischer Kuppeln über Pendentifs gebaut wurde. Diese Gewölbelösung wurde zum Vorbild zahlreicher weiterer Bauten des Hoch- und Spätbarock. Francesco della Torre, königlich Prager Hofsteinmetz, organisierte sämtliche Steinarbeiten. Die kostbare Stuckdekoration entstand in Zusammenarbeit mit Giovanni Battista Carlone und Antonio Carlone.

## Bauprojekte

### In Prag
- 1638–1648: Umgestaltung und Stuckierung der gotischen Salvatorkirche am Kreuzherrenplatz, Altstadt
- um 1650: Umbau der Kirche St. Maria unter der Kette, (Kostel Panny Marie pod řetězem) Kleinseite
- 1651: Umbau des Palais Lobkowitz, Hradschin
- 1654–1679: Gebäudetrakt Clementinum, Altstadt
- 1658: Steinerne Vogelhäuser
- 1665–1670: St.-Ignatius-Kirche (Kostel svatého Ignáce), Neustadt
- 1578–1653: St.-Salvator-Kirche (Kostel svatého Salvátora) im Clementinum
- 1673: Professhaus Sankt Nikolaus, Kleinseite

### In anderen Orten in Böhmen
- 1637–1659: Altes Rathaus Náchod, Náchod
- 1642–1650: Jesuitenkolleg und Kirche St. Franziskus und Ignatius, Bresnitz
- 1650–1659: Umbau und Erweiterung von Schloss Náchod
- 1654–1666: Jesuitenkirche Mariä Himmelfahrt, Königgrätz
- 1654–1679: St.-Ignatius-Kirche (Kostel svatého Ignace), Klattau
- 1655–1661: Umbau des Schlosses in Neustadt an der Mettau
- 1657–1661: Umbau des Klosters und der Klosterkirche in Svatý Jan pod Skalou
- 1659–1674: Kirche und Kreuzgang der Wallfahrtskirche in Příbram
- 1663–1671: Umgestaltung der St.-Ignatius-Kirche Komotau
- 1663–1668: Kloster Hájek, Kladno
- 1665–1670: Dreifaltigkeitskirche in Klösterle
- 1666–1668: Schloss Humprecht in Sobotka

### In Schlesien
- 1660: Barockkapelle des Franziskanerklosters in Glogau
- 1680: Stuckdekor der Langhausdecke der Pfarrkirche Corpus Christi (Kościół Bożego Ciała), Brieg (Brzeg Głogowski)
- 1671–1685: Schloss Brieg (Brzeg Głogowski) an der Stelle eines früheren Gutshauses im Auftrag des Glogauer Landeshauptmanns Johann Bernhard von Herberstein im Stil des Barock errichtet.

#### In der Grafschaft Glatz
- 1653–1658: Umbau und Barockisierung des Schlosses Grafenort und der Pfarrkirche St. Maria Magdalena in Grafenort
- 1654–1690: Jesuitenkolleg mit Konvikt in Glatz
- 1660–1670: Umgestaltung der Mariä-Himmelfahrt-Kirche in Glatz zu einer Emporenbasilika

### In Bayern
- 1668–1684: Dom St. Stephan, Passau
- 1641–1672: Karmelitenkirche St. Joseph, Regensburg

### In Österreich
- 1670–1671: Wallfahrtskirche Maria Taferl in Niederösterreich